# Glandularia tenera
Glandularia tenera là một loài thực vật có hoa trong họ Cỏ roi ngựa. Loài này được (Spreng.) Cabrera mô tả khoa học đầu tiên năm 1953.